# Osiris (réacteur)
Pour les articles homonymes, voir Osiris (homonymie).
Osiris est un ancien réacteur nucléaire de recherche français mis en service au CEA au centre de Saclay en 1966, et mis à l'arrêt en décembre 2015. Il fait partie de l'Installation Nucléaire de Base n°40 (INB 40) du CEA. De puissance thermique 70 MW, il servait à étudier les matériaux et combustibles des centrales nucléaires, notamment pour les qualifier dans le cadre de l'allongement de la durée de vie, grâce à son flux neutronique élevé. Il produisait également des radioéléments pour l'industrie et l'utilisation médicale, notamment du technétium 99m, via le molybdène 99, dont il était l'un des six producteurs au monde, et du silicium dopé,. Ce type de réacteur d'irradiation est appelé réacteur d'irradiations technologiques ou encore Material Testing Reactor.
En 1964, les premiers travaux de construction d'Osiris et de sa maquette Isis débutent. La divergence d'Isis a lieu le 28 avril 1966 et celle d'Osiris le 8 septembre 1966. Après deux années de fonctionnement à 50 mégawatt (MW), la puissance thermique nominale de 70 MW est atteinte en 1968. De 1966 à début 1980, le réacteur a fonctionné avec un combustible uranium-aluminium enrichi à 93 %.
Dans les années 1970,  Bouygues et Technicatome, partenaires du CEA, sont chargés de réaliser en Irak le réacteur Osirak, copie conforme d'Osiris. Il fut détruit par l'armée israélienne en 1981 puis par l'armée américaine en 1991.
De 1980 à 1994, Osiris a fonctionné avec un combustible d'oxyde d'uranium (UO2) enrichi à 7 % appelé caramel. La conversion progressive du réacteur à un autre combustible faiblement enrichi, appelé siliciure, (U3Si2-Al à 19,75% d'uranium-235) a débuté en janvier 1995 pour s’achever en avril 1997. Toutes ces opérations ont fait l'objet de tests préalables sur le réacteur Isis.
En 2008, l’ASN estime qu'Osiris devra être arrêté au plus tard en 2015 et demande un certain nombre de travaux de sûreté. Il serait remplacé par le réacteur Jules Horowitz en construction à Cadarache.
De 2008 à 2010, sous le nom de projet Aménophis, Osiris subit une série de travaux de rénovation — 2 mois et demi d’arrêt en 2008, 4 mois en 2009 et 5 mois en 2010 — qui se terminent avec le redémarrage du réacteur le 18 novembre 2010. En 2011, l'ASN estime que les travaux effectués répondent aux objectifs fixés et n'identifie pas d'élément empêchant de garder le réacteur en service jusqu'en 2015.
En décembre 2015, Osiris est mis définitivement à l'arrêt. En septembre 2016, le directeur du centre CEA de Saclay affirme que les risques d'accident nucléaire se sont réduits (sur le site de Saclay) en raison de l'arrêt d'Osiris.

## Caractéristiques
Il s’agit d’un réacteur de « type piscine » à cœur ouvert d’une puissance de 70 MW. La piscine contient un caisson autour du cœur et un casier alvéolé où sont disposés les 44 éléments combustibles du cœur. La réfrigération se fait par une circulation ascendante de l'eau. Les mécanismes de barre sont disposés sous le cœur afin de laisser l’accès aux dispositifs d’irradiations en haut du cœur. Des dispositifs expérimentaux peuvent être immergés, jusqu’à 16 à l'intérieur du caisson et 27 à la périphérie du caisson.